# Alexander McCall Smith
R. Alexander „Sandy” McCall Smith (ur. 24 sierpnia 1948 w Bulawayo) – urodzony w Rodezji prawnik i pisarz pochodzenia szkockiego.

## Zarys biografii
Urodził się w Rodezji (obecnie Zimbabwe), w Bulawayo i tam zdobył podstawy wykształcenia. Następnie przeprowadził się do Szkocji. Studiował prawo na Uniwersytecie Edynburskim, uzyskując stopień doktora (specjalizował się w dziedzinie prawa medycznego). Po powrocie w 1981 do Afryki został jednym ze współorganizatorów wydziału prawa na Uniwersytecie Botswany, na którym pracował także jako wykładowca. W 1984 wrócił Edynburga, gdzie nadal mieszka z żoną – Elizabeth, która jest lekarką, i dwiema córkami – Lucy i Emily.
Jest melomanem i oboistą samoukiem oraz współzałożycielem amatorskiej The Really Terrible Orchestra.
Odznaczony Komandorią Orderu Imperium Brytyjskiego (CBE).

## Powieściopisarz
Jest autorem wielu powieści i opowiadań, niektóre spośród nich zdobyły dość duże uznanie. Szczególną popularnością w wielu krajach cieszy się cykl o Mme Ramotswe, botswańskiej detektyw, prowadzącej Kobiecą Agencję Detektywistyczna Nr 1. Część książek z tego cyklu ukazała się także w przekładzie na język polski. Powieść Kobieca Agencja Detektywistyczna Nr 1 zyskała szereg nagród literackich, została m.in. wybrana przez dziennik „The Times” książką roku 1999, zaś jej autora uznano w 2003 pisarzem roku.

## Twórczość

### Cykl „Kobieca Agencja Detektywistyczna Nr 1”
1. The No.1 Ladies’ Detective Agency (1998) – wyd. pol. Kobieca Agencja Detektywistyczna Nr 1, Zysk i S-ka 2004, tłum. Ewa Wojtczak
2. Tears of the Giraffe (2000) – wyd. pol. Mma Ramotswe i łzy żyrafy, Zysk i S-ka 2004, tłum. Tomasz Bieroń
3. Morality for Beautiful Girls (2001) – wyd. pol. Moralność dla pięknych dziewcząt, Zysk i S-ka 2005, tłum. Tomasz Bieroń
4. The Kalahari Typing School for Men (2002) – wyd. pol. Męska szkoła maszynopisania „Kalahari”, Zysk i S-ka 2005, tłum. Tomasz Bieroń
5. The Full Cupboard of Life (2003) – wyd. pol. Kredens pełen życia, Zysk i S-ka 2007, tłum. Tomasz Bieroń
6. In the Company of Cheerful Ladies (2004) – wyd. pol. W towarzystwie uroczych pań, Zysk i S-ka 2013
7. Blue Shoes and Happiness (2006) – wyd. pol. Niebieskie buty i szczęście, Zysk i S-ka 2014
8. The Good Husband of Zebra Drive (2007)
9. The Miracle at Speedy Motors (2008)
10. Tea Time for the Traditionally Built (2009)
11. The Double Comfort Safari Club (2010)
12. The Saturday Big Tent Wedding Party (2011)
13. The Limpopo Academy of Private Detection (2012)
14. The Minor Adjustment Beauty Salon (2013)
15. The Handsome Man’s De Luxe Cafe (2014)
16. The Woman Who Walked in Sunshine (2015)
17. Precious and Grace (2016)
18. The House of Unexpected Sisters (2017)
19. The Colours of all the Cattle (2018)

### Cykl „Młoda Precious Ramotswe”
- Precious and the Puggies (2010) (ponownie w 2011 jako Precious and the Monkeys)
- Precious and the Mystery of Meerkat Hill (2012)
- The Great Cake Mystery (2012)
- Precious and the Missing Lion (2012)
- Precious and the Zebra Necklace (2015)

### Cykl „Niedzielny klub filozoficzny”
- The Sunday Philosophy Club (2004) – wyd. pol. Niedzielny klub filozoficzny, Prószyński i S-ka 2005, tłum. Michał Juszkiewicz
- Friends, Lovers, Chocolate (2005) – wyd. pol. Przyjaciele, kochankowie, czekolada, Prószyński i S-ka 2006, tłum. Michał Juszkiewicz
- The Right Attitude to Rain (2006)
- The Careful Use of Compliments (2007)
- The Comfort of Saturdays (2008)
- The Lost Art of Gratitude (2009)
- The Charming Quirks of Others (2010)
- The Forgotten Affairs of Youth (2011)
- The Uncommon Appeal of Clouds (2012)
- The Novel Habits of Happiness (2015)
- A Distant View of Everything (2017)

### Cykl „44 Scotland Street”
- 44 Scotland Street (2005) – wyd. pol. 44 Scotland Street, Muza 2010, tłum. Elżbieta McIver
- Espresso Tales (2005) – wyd. pol. Opowieści przy kawie, Muza 2011, tłum. Elżbieta McIver
- Love over Scotland (2006) – wyd. pol. Miłość buja nad Szkocją, Muza 2011, tłum. Elżbieta McIver
- The World According to Bertie (2007) – wyd. pol. Świat wokół Bertiego, Muza 2011, tłum. Elżbieta McIver
- The Unbearable Lightness of Scones (2008) – wyd. pol. Nieznośna lekkość maślanych bułeczek, Muza 2012, tłum. Elżbieta McIver
- The Importance of Being Seven (2010) – wyd. pol. Mieć siedem lat, Muza 2013, tłum. Elżbieta McIver
- Bertie Plays the Blues (2011)
- Sunshine on Scotland Street (2012)
- Bertie’s Guide to Life and Mothers (2013)
- The Revolving Door of Life (2015)
- The Bertie Project (2016)

### Inne publikacje
- Heavenly Date and Other Flirtations (1995) – opowiadania, wyd. pol. Niebiańska randka i inne odmiany flirtu, Prószyński i S-ka 2005, tłum. Ewa Horodyska
- The Girl Who Married a Lion (2004) – opowiadania, wyd. pol. O dziewczynie która poślubiła lwa, Prószyński i S-ka 2007, tłum. Krzysztof Masłowski
- Dream Angus: The Celtic God of Dreams (2006) – wyd. pol. Angus od snów • Celtycki bóg snów, Znak 2007, tłum. Jolanta Kozak